# Dorpsmolen (Boortmeerbeek)
De Dorpsmolen (ook: Molen van Servaes) is een watermolen in de Vlaams-Brabantse plaats Boortmeerbeek, gelegen aan de Pastorijstraat 24.
Deze watermolen op de Molenbeek (ook: Weesbeek) van het type turbinemolen fungeerde als korenmolen.

## Geschiedenis
In 1404 werd op deze plaats een onderslagmolen gebouwd. Vanaf 1720 werd de molen bediend door de familie Servaes. Begin 17e eeuw, in 1736 en in 1775, werd de molen herbouwd dan wel verbouwd. In 1870 werd een stoommachine geïnstalleerd. In 1908 werd het onderslagrad door een Francisturbine vervangen.
Omstreeks 1950 werd de turbinemolen buiten werking gesteld en werd voortaal in een industriële molen gemalen. In 1991 werd de molen beschermd als monument en als dorpsgezicht.

## Gebouw
Het molenhuis omvat vier verdiepingen. Het woonhuis is gedeeltelijk in het molenhuis en gedeeltelijk in een zijvleugel ondergebracht. De inrichting van de molen en de turbine zijn nog aanwezig.
- Inventaris van het Bouwkundig Erfgoed (Vlaanderen): 200195